# Ferdinand von Borcke
Friedrich Felix Ferdinand von Borcke (* 14. Januar 1811 in Anklam; † 13. Juni 1883 in Frankfurt (Oder)) war ein preußischer Generalleutnant.

## Leben

### Herkunft und Familie
Ferdinand war Angehöriger des pommerschen Adelsgeschlechts Borcke. Seine Eltern waren der General Felix von Borcke (1784–1863) und Friederike, geborene von Owstien, verwitwete von Normann (1784–1848). Deren Sohn, der spätere Landschaftsmaler Rudolf von Normann, war von Borckes Halbbruder.
Borcke vermählte sich 1847 mit Pauline von Gundlach aus dem Hause Möllenhagen (1826–1886). Aus der Ehe sind sechs Kinder hervorgegangen, die sämtlich ledig blieben.

### Werdegang
Borcke begann eine Offizierslaufbahn in der Preußischen Armee 1829 als Portepeefähnrich beim Kaiser Franz-Grenadier-Regiment und avancierte ebenfalls 1829 zum Sekondeleutnant, 1847 zum Premierleutnant sowie 1849 zum Hauptmann und Kompaniechef im Regiment. Er nahm 1848 am Feldzug in Schleswig teil. 1856 stieg er zum Major und 1861 zum Oberstleutnant auf. Mit seiner Beförderung 1863 zum Oberst wurde er Kommandeur des 42. Infanterie-Regiments in Stralsund. In dieser Funktion nahm er 1866 mit dem Regiment am Feldzug gegen Österreich teil. 1866 wurde er Kommandeur der 10. Infanterie-Brigade. Borcke wurde bereits 1864 mit dem Roten Adlerorden III. Klasse und 1866 mit dem Kronen-Orden III. Klasse ausgezeichnet. 1869 erhielt er seinen Abschied, fand aber während des Deutsch-Französischen Krieges 1870/71 als Kommandeur der stellvertretenden 33. Infanterie-Brigade in Kiel noch einmal Verwendung. Bei seiner Entbindung von dieser Stelle erhielt er den Charakter als Generalleutnant.